# Kanton Celavo-Mezzana
Celavo-Mezzana is een voormalig kanton van het Franse departement Corse-du-Sud. Het kanton maakte deel uit van het arrondissement Ajaccio. Het werd opgeheven bij decreet van 24 februari 2014 met uitwerking op 22 maart 2015.

## Gemeenten
Het kanton Celavo-Mezzana omvatte de volgende gemeenten:
- Bocognano (hoofdplaats)
- Carbuccia
- Cuttoli-Corticchiato
- Peri
- Sarrola-Carcopino
- Tavaco
- Tavera
- Ucciani
- Valle-di-Mezzana
- Vero